# Plunta

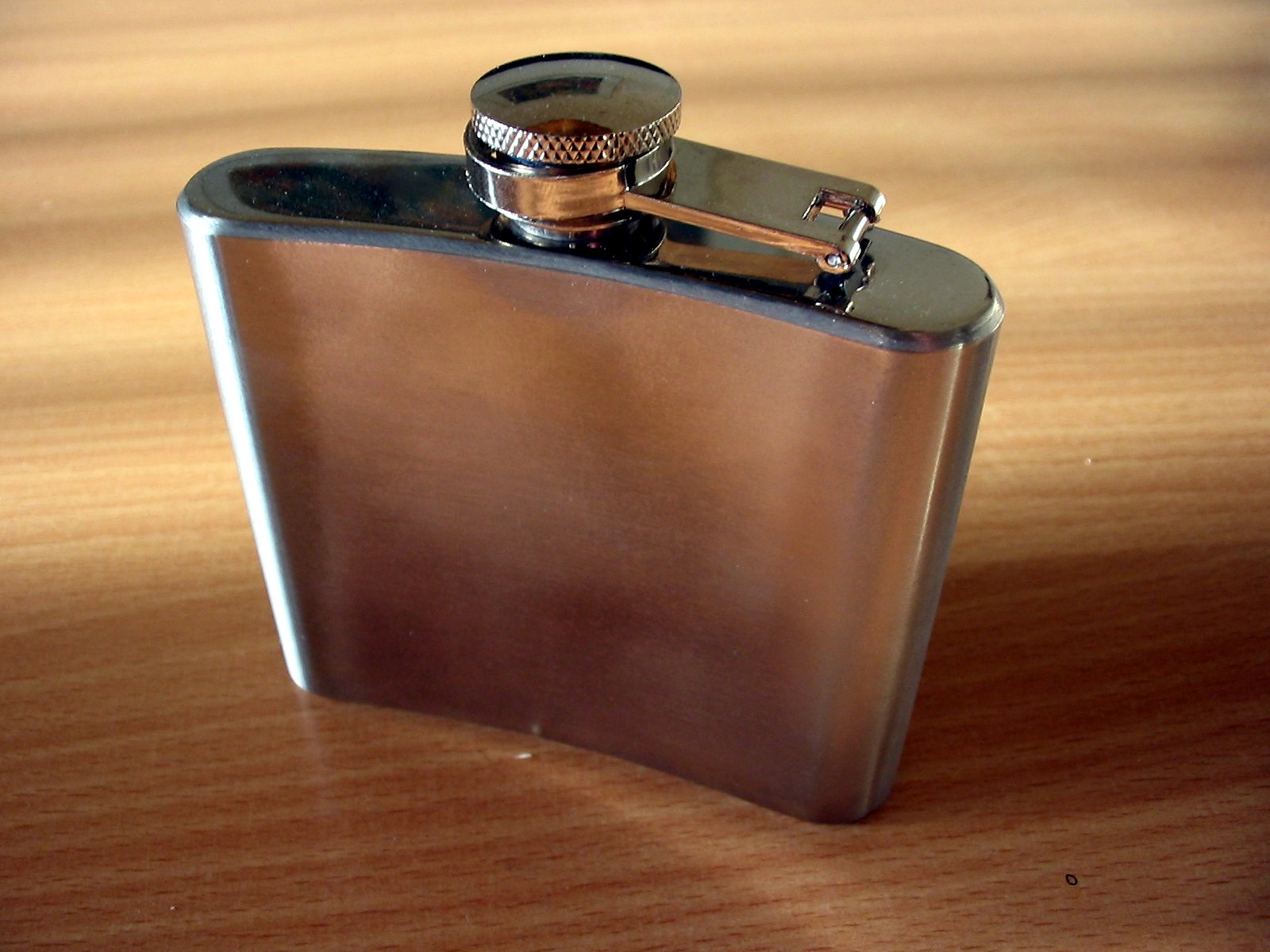
Plunta.

En plunta, ofta kallad fickplunta, är en liten flaska av glas eller metall, ibland klädd i läder eller rottning, vanligen avsedd för ett diskret intag av starksprit. Ibland har flaskorna en kork som supkopp. Den krökta formen på vissa flaskor är till för att den ska ligga obemärkt i byx-, kavaj- eller rockfickan.  